# Christoph Rüchardt

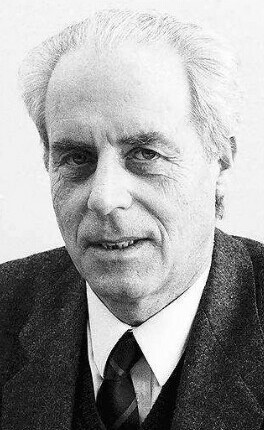
Christoph Rüchardt (1987)

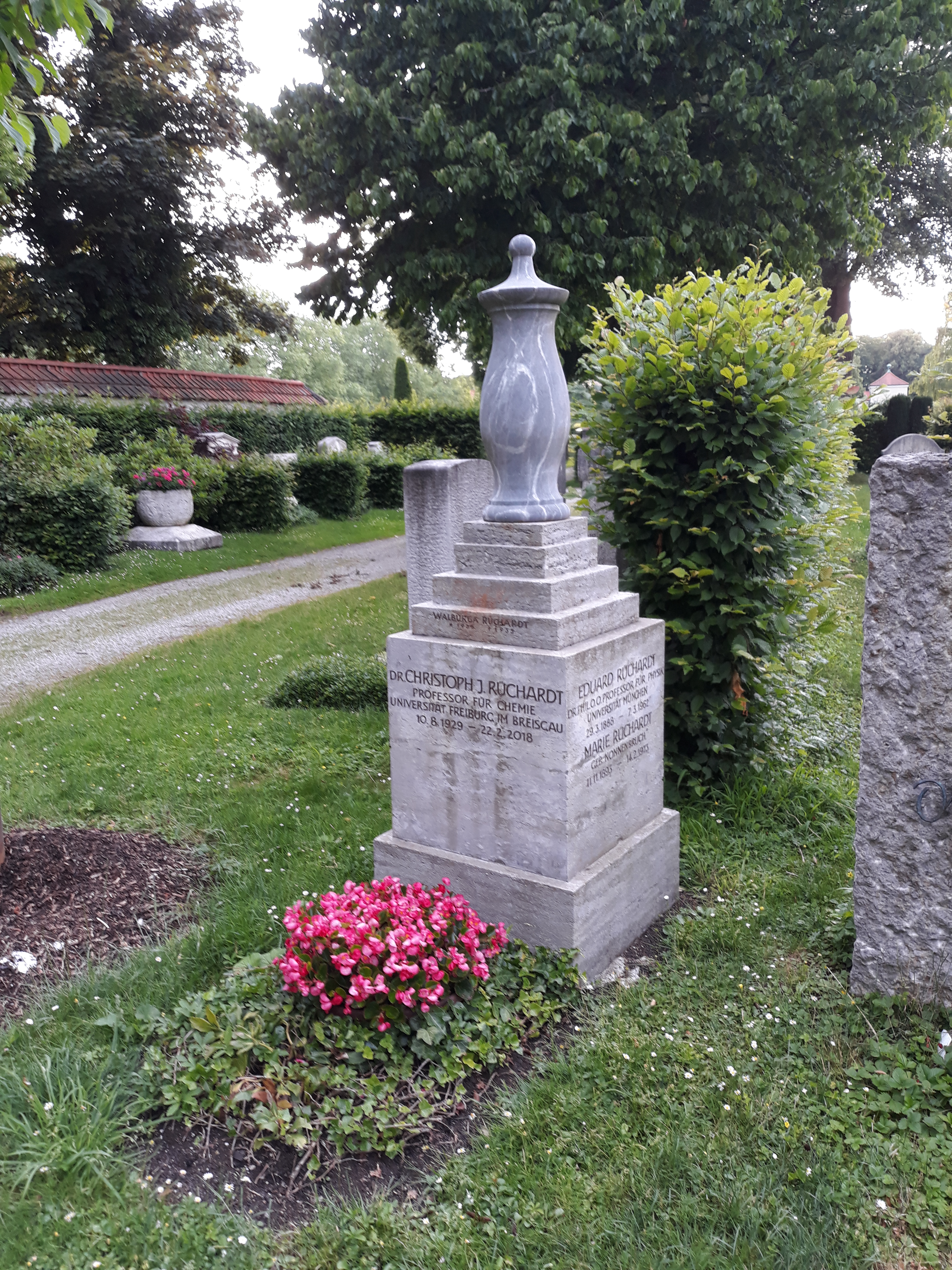
Das Grab von Christoph Rüchardt im Familiengrab auf dem Nordfriedhof (München)

Christoph Johannes Rüchardt (* 10. August 1929 in München; † 22. Februar 2018) war ein deutscher Chemiker und Universitätsprofessor.

## Leben und Wirken
Nach Abitur in München studierte Rüchardt Chemie an der Universität München sowie an der University of Georgia in Athens. Danach war er wieder in München, wo er 1955 das Diplom ablegte. 1956 promovierte er bei Rolf Huisgen und war danach als postdoc ein Jahr an der Harvard University in Cambridge bei Paul D. Bartlett und danach ein dreiviertel Jahr am California Institute of Technology, Pasadena, bei John D. Roberts.
1963 habilitierte er sich in München. 1968 erhielt er einen Ruf an die Westfälische Wilhelms-Universität in Münster und 1972 als Nachfolger von Arthur Lüttringhaus an die Universität Freiburg, wo er bis zu seiner Emeritierung im Jahr 1996 einen Lehrstuhl für organische Chemie innehatte.
Von 1987 bis 1991 war Rüchardt Rektor der Albert-Ludwigs-Universität Freiburg. Er war seit 1982 ordentliches Mitglied der Heidelberger Akademie der Wissenschaften, seit 1991 Mitglied der Leopoldina und seit 1999 korrespondierendes Mitglied der Bayerischen Akademie der Wissenschaften.
Hauptforschungsgebiete von Rüchardt waren Organische Chemie, Reaktionsmechanismen, Chemie freier Radikale, reaktive Zwischenstufen, Stereochemie.

## Ehrungen
- 1983: Adolf-von-Baeyer-Denkmünze der Gesellschaft Deutscher Chemiker
- 1996: Verdienstkreuz 1. Klasse des Verdienstordens der Bundesrepublik Deutschland